# Síle de Valera
Síle de Valera (n. 17 decembrie 1954, Dublin, Irlanda) este o politiciană irlandeză, membră a Parlamentului European în perioada 1979–1984 din partea Irlandei.
1. ↑  Sile de Valera, The Peerage
2. 1 2  The Peerage
3. 1 2 3 4 5 6   https://www.oireachtas.ie/en/members/member/Síle-de-Valera.D.1977-07-05 Lipsește sau este vid: |title= (ajutor)